# Michael Braun (director)
Michael Braun (5 de septiembre de 1930 - 11 de junio de 2014) fue un director y guionista de nacionalidad alemana.

## Biografía
Nacido en Rüdersdorf, Alemania, en 1942 ya trabajó como actor en el film de 1942 dirigido por Gerhard Lamprecht Diesel. Hacia los treinta años de edad empezó a colaborar para Bavaria Film en la serie televisiva Funkstreife Isar 12. En años siguientes trabajó como director televisivo, siéndole confiada la realización de los primeros episodios de nuevas producciones cinematográficas. Entre sus múltiples producciones figuran series de carácter policíaco y la series familiares Unsere schönsten Jahre, Salto Mortale y Goldene Zeiten. 
En 1980 Braun recibió una mención honorífica en la ceremonia del Premio Grimme.
Michael Braun falleció en el año 2014 en Múnich, Alemania. Su padre fue el director, productor y guionista Harald Braun.  

## Filmografía
- 1961–1963 : Funkstreife Isar 12 (serie TV, 35 episodios, guionista en 8)
- 1963–1965 : Kommissar Freytag (serie TV, 23 episodios)
- 1964–1966 : Der Nachtkurier meldet… (serie TV, 21 episodios)
- 1965 : Die seltsamen Methoden des Franz Josef Wanninger (serie TV, tres episodios)
- 1966 : Raumpatrouille (serie TV, tres episodios)
- 1967–1977 : Graf Yoster gibt sich die Ehre (serie TV, 34 episodios)
- 1969–1972 : Salto mortale (serie TV, 18 episodios)
- 1970: Der Mann, der den Eiffelturm verkaufte (TV)
- 1973–1974 : Okay S.I.R. (serie TV, 17 episodios)
- 1974–1975 : Der Kommissar (serie TV, 6 episodios)
- 1975 : Eurogang (serie TV, dos episodios)
- 1976 : Tatort (serie TV), episodio Kassensturz
- 1977 : Sonderdezernat K1 (serie TV, un episodio)
- 1977–1988 : Polizeiinspektion 1 (serie TV, 33 episodios, también guionista)
- 1978 : Der Alte (serie TV, un episodio)
- 1978–1984 : Derrick (serie TV, tres episodios)
- 1981 : Ein Fall für zwei (serie TV, un episodio)
- 1985 : Unsere schönsten Jahre (serie TV, seis episodios, también guionista)
- 1988 : Praxis Bülowbogen (serie TV, doce episodios)
- 1995–1996 : Zwei Brüder (serie TV, dos episodios)